# 若宮出入口
若宮出入口（わかみやでいりぐち）は、兵庫県神戸市須磨区の阪神高速道路3号神戸線の出入口。大阪方面のみ出入口のあるハーフICである。開通時は入口料金所がなく、大阪方面行きの本線合流直後にあった若宮本線料金所で料金を徴収していたが、1983年2月20日より第二神明道路須磨料金所において阪神高速道路の料金の合併収受が開始されたことにより、本線料金所は廃止され、入口料金所が設置された。

## 道路
- 阪神高速3号神戸線(3-23)

## 接続する道路
- 国道2号

## 料金所

### 若宮料金所
- ブース数：2
  - ETC専用：1
  - ETC/一般：1

## 周辺
- 若宮カーブ
- 神戸須磨シーワールド
- 須磨海浜公園駅
- 須磨区役所
- 海浜公園・須磨海水浴場
- 須磨港（かつては淡路フェリーボートが発着していた）

## 隣
阪神高速3号神戸線
(3-21,3-22)湊川出入口/JCT - (3-23)若宮出入口 - (3-24,3-25)月見山出入口